# 桑顿路骚灵事件
桑顿路骚灵事件是指1981年英国伯明翰居民区发生的未知投掷石块事件，该事件也同时引起了当地警方的注意。

## 经过
1981年，伯明翰Ward End区桑顿路附近的居民向警方投诉称，当地出现了多次针对居民建筑投掷石块的行为，但他们也无法确定石块的投掷方向和具体来源，这些石块对窗户和屋顶瓦片造成了严重的损坏。据当地新闻媒体报道称，当地警方在外面宿营一夜，并使用了夜视仪、影像增强器和全自动感官摄影机等设备，但是仍然没有发现投掷石块的来源，这促使一些人把这一事件归咎于骚灵现象。
警方后来推测，这些石头可能是用自制的弹射装置从房屋上方200码(180米)处发射出去的。

## 文献
- Fairley, John & Welfare Simon 1984: Arthur C. Clarke's World of Strange Powers pages 31–34. ISBN 0-00-216679-8.
- Time Life Books 1989: Mind Over Matter pages 53–54. ISBN 0-8094-6336-9.